# Колосов, Николай Александрович
Никола́й Алекса́ндрович Ко́лосов (1863 — ?) — русский священнослужитель и религиозный публицист.
Окончил Московскую духовную академию. Долгое время занимал в ней должность библиотекаря.
Автор многочисленных сочинений о современной русской и зарубежной литературе с религиозной точки зрения. В частности, H. A. Колосовым был составлен «Указатель» за 15 лет существования журнала «Братское слово» (1875, 1876, 1883—1895).